# Пасаман
Пасаман (индон. Pasaman) — округ в составе провинции Западная Суматра. Административный центр — город Лубук-Сикапинг.

## География
Площадь округа — 7 835 км². На юге граничит с округом Агам, на юго-западе — с округом Западный Пасаман, на юго-востоке — с округом Лима-Пулух-Кота, на севере и северо-западе — с территорией провинции Северная Суматра, на северо-востоке — с территорией провинции Риау.

## Население
Согласно переписи 2010 года, на территории округа проживало 253 299 человек.

## Административное деление
Территория округа Пасаман административно подразделяется на 12 районов (kecamatan), которые в свою очередь делятся на 211 сельских поселений (kelurahan).

Районы в составе округа:
| - Тиго-Нагари - Бонджол - Симпанг-Алахан-Мати - Лубук-Сикапинг - Дуо-Кото - Панти | - Паданг-Гелугур - Рао - Северное Рао - Южное Рао - Мапат Тунгул - Южный Мапат-Тунгул |